# 10 kilomètres marche

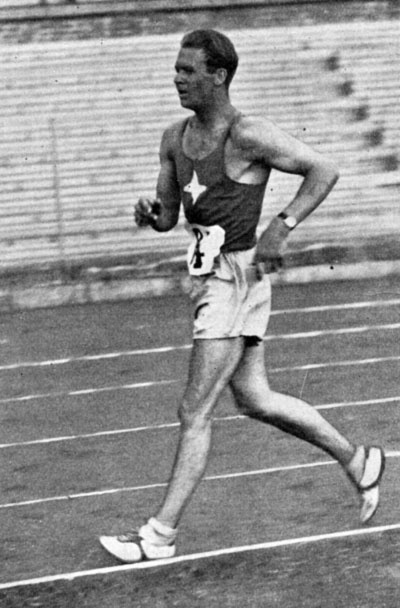
John Mikaelsson, champion olympique du 10 km marche en 1952.

Le 10 kilomètres marche est une épreuve de marche athlétique consistant à parcourir la distance de 10 km, généralement sur un circuit sur route. La même distance sur piste d'athlétisme porte l'appellation de "10 000 m marche". 

## 10 km marche
Le 10 km marche n'est pas homologué en tant que record du monde. Les meilleures performances mondiales sur cette distance sont actuellement détenus chez les hommes par le Russe Roman Rasskazov, auteur de 37 min 11 s le 28 mai 2000 à Saransk, et chez les femmes par la Russe Yelena Nikolayeva qui établit le temps de 41 min 4 s le 20 avril 1996 à Sotchi.
Le 10 km marche est disputé lors des Jeux olympiques à cinq reprises par les hommes (1912, 1920, 1924, 1948 et 1952) et à deux reprises par les femmes (1992 et 1996). L'épreuve a également été disputée à cinq reprises par les femmes lors des championnats du monde d'athlétisme de 1987 à 1997.

## 10 000 m marche
Le "10 000 m marche" tient son appellation de sa pratique sur piste d'athlétisme, distance comptée en mètres afin de le différencier de la même distance sur route selon la nomenclature des épreuves de la Fédération internationale d'athlétisme.
Le record du monde n'existe que chez les athlètes féminines, la même distance faisant l'objet de "meilleure performance mondiale de tous les temps" chez les hommes car l'épreuve est encore non reconnue officiellement par World Athletics.
Le 10 000 m marche féminin fait donc l'objet d'un record du monde homologué par World Athletics et il est détenu depuis le 24 juillet 1990 par Nadezhda Ryashkina en 41 min 56 s 23. Cela correspond à une vitesse moyenne de 14,31 km/h.
La meilleure performance mondiale de tous les temps sur 10 000 m marche masculine est détenue par le français Gabriel Bordier dans un temps de 37 min 23 s 99 centièmes réalisé le 2 août 2025 au stade Pierre Paul Bernard de Talence lors des Championnats de France d'athlétisme 2025. Cela correspond à une vitesse moyenne de 16,04 km/h.